# Kush
Con il termine Kush (lingua egizia  𓎡𓄿𓈙𓈉 k3š, pronunciato /kuɫuʃ/ o /kuʔuʃ/; cuneiforme 𐎤𐎢𐏁𐎡𐎹𐎠; pronunciato Kūshīyā; lingua greca antica Κούς o Aithiopia, Αἰθιοπία) si intende la regione o l'omonimo regno, situato in Nubia (Nord Africa), tra il sud dell'Egitto moderno e la parte settentrionale del Sudan, in cui si svilupparono alcune importanti civiltà e culture. Come per gli egizi, l'asse dello sviluppo della civiltà di Kush fu il fiume Nilo, sulle cui rive si formarono vari centri di civilizzazione tra cui Kerma, Napata e Meroe. Per lunghi periodi la storia della regione fu influenzata e legata a quella dell'antico Egitto, con un'alternanza di periodi di dominazione egizia e di autonomia politica. Fiorita in un periodo in cui l'attraversamento del Sahara era meno arduo di quanto sia oggi, la civiltà di Kush ebbe probabilmente un ruolo determinante come tramite culturale fra i popoli del bacino del Mediterraneo e quelli dell'Africa subsahariana.
La regione della Nubia è stata una delle prime culle della civiltà, producendo diverse società complesse che si occupavano di commercio e industria. La città-stato di Kerma emerse come forza politica dominante tra il 2450 e il 1450 a.C., controllando la Valle del Nilo tra la prima e la quarta cataratta, un'area grande quanto l'Egitto. Gli egiziani furono i primi a identificare Kerma come "Kush" e nel corso dei secoli successivi le due civiltà s'impegnarono, a fasi alterne, in guerre, scambi commerciali e scambi culturali.
Gran parte della Nubia passò sotto il dominio egiziano durante il periodo del Nuovo Regno (1550-1070 a.C.). In seguito alla disintegrazione dell'Egitto nel c.d. "Collasso dell'Età del Bronzo", i Kushiti ristabilirono un regno a Napata (attuale Karima, in Sudan). Sebbene il Kush avesse sviluppato molte affinità culturali con l'Egitto, come la venerazione di Amon, e le famiglie reali di entrambi i regni spesso si sposassero tra loro, la cultura kushita si mantenne distinta da quella egizia e nell'arte egizia i "Kushiti" furono sempre ben distinti quanto ad abbigliamento, aspetto e persino mezzi di trasporto.
Re Kashta "il Kushita" divenne pacificamente sovrano dell'Alto e del Basso Egitto, mentre sua figlia Amenardis I fu nominata Divina Adoratrice di Amon a Tebe. Pianki invase l'Egitto nell'VIII secolo a.C., stabilendo la XXV dinastia. Anche la figlia di Pianki, Shepenupet II, fu nominata Divina Adoratrice di Amon. I monarchi di Kush governarono l'Egitto per oltre un secolo fino alla conquista assira, venendo infine espulsi dall'egiziano Psammetico I a metà del VII secolo a.C. In seguito alla rottura dei legami con l'Egitto, la capitale imperiale kushita si spostò a Meroe, momento in cui il Kush divenne noto ai Greci come Etiopia. Kush rimase una grande potenza regionale fino al IV secolo d.C., quando s'indebolì e disintegrò a causa di ribellioni interne. Meroe fu conquistata e distrutta dal Regno di Axum, segnando la fine del regno e la sua dissoluzione nelle tre comunità di Nobazia, Makuria e Alodia.
A lungo oscurato dal suo più importante vicino egiziano, le scoperte archeologiche dalla fine del XX secolo hanno rivelato che il Kush fu una civiltà molto avanzata. I Kushiti avevano la loro lingua e scrittura precipue; un'economia complessa basata sul commercio e l'industria; padroneggiavano il tiro con l'arco; svilupparono una società urbana complessa con livelli straordinariamente alti di partecipazione femminile.

## Etimologia
Il nome nativo del Kush è in lingua egizia è k3š, probabilmente pronunciato kuɫuʃ o kuʔuʃ, quando il termine fu usato per la prima volta per Nubia, basato sulla traslitterazione del Nuovo Regno del genitivo kūsi da originale accadico. È anche un termine etnico per la popolazione nativa che ha fondato il regno di Kush. Il termine viene visualizzato anche nei nomi di persone kushite quali il re Kashta, che figura in una trascrizione come k3š-t3 "(uno dalla) terra di Kush". Geograficamente, il Kush era la regione a sud della prima cataratta. Kush fu anche luogo d'origine dei sovrani della XXV dinastia egizia.
Il nome "Kush", almeno fin dai tempi di Flavio Giuseppe, è stato collegato al personaggio biblico Cush, nella Bibbia ebraica (כּוּשׁ) figlio di Cam (Genesi 10: 6). Cam ebbe quattro figli: Cush, Put, Canaan e Mizraim (nome ebraico per l'Egitto). Secondo la Bibbia, Nimrod, un figlio di Cush, fondò e governò "Babele, Uruk, l'Akkad e Calneh, nella terra di Shinar" (Gen 10:10). La Bibbia fa anche riferimento ad un altro Cush, che è però un beniamino (Salmi 7: 1, KJV).
Nelle fonti greche "Kush" era noto come Kous (Κους) o Aithiopia (Αἰθιοπία).

## Antropologia
L'analisi dei tratti dentali dei fossili risalenti al periodo meroitico a Semna, nella Nubia settentrionale, rivelò tratti simili a quelli delle popolazioni che abitano il Nilo, il Corno d'Africa e il Maghreb. Gli scheletri meroitici e questi fossili antichi e recenti erano anche fenotipicamente distinti da quelli appartenenti alle recenti popolazioni di lingue niger-kordofaniane e Khoisan nell'Africa subsahariana, nonché dagli abitanti mesolitici di Jebel Sahaba in Nubia.

## Storia

### Origini: Kerma e il colonialismo egizio

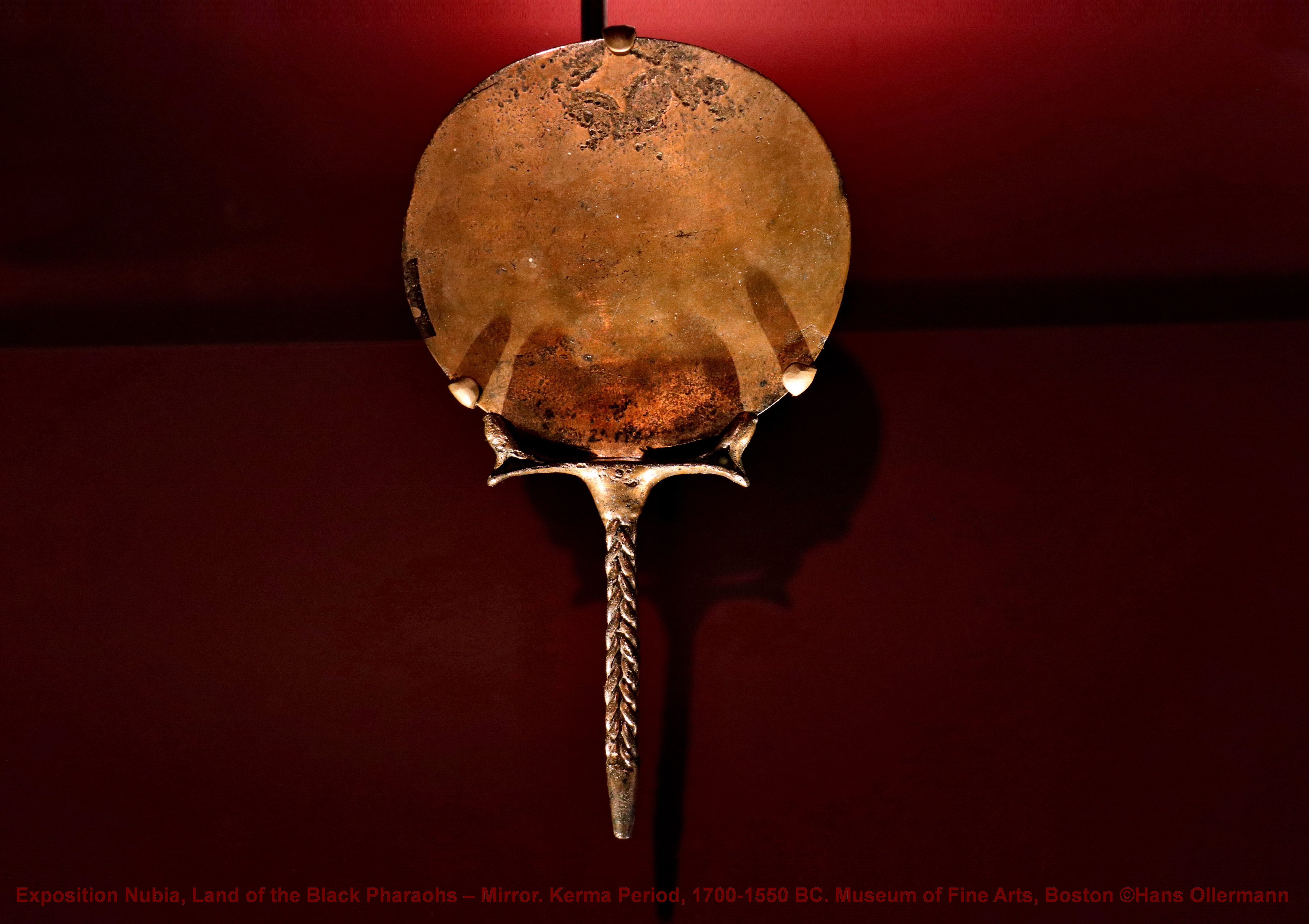
Specchio della "cultura di Kerma" (1700-1550 a.C.)

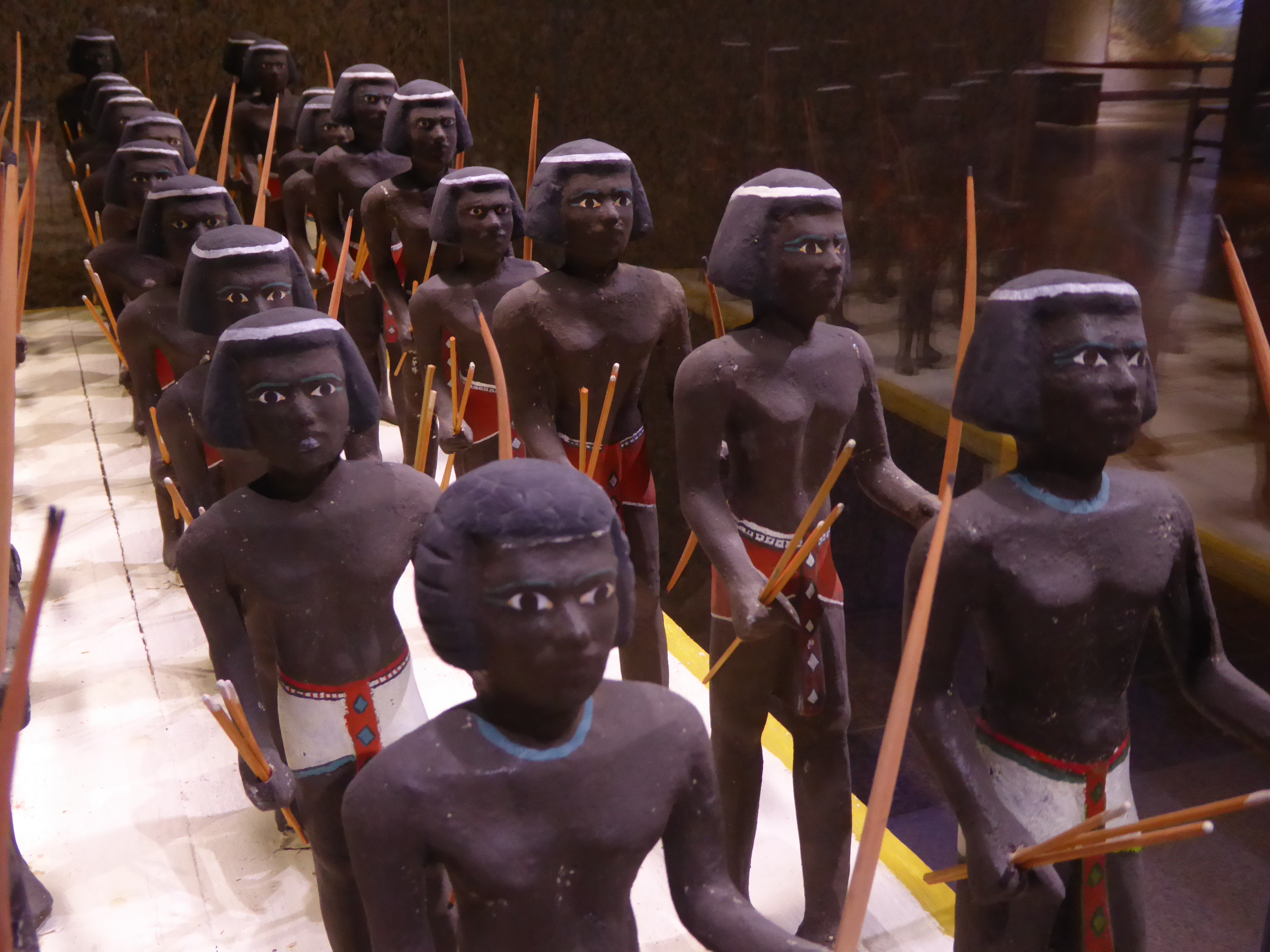
Modelli di arcieri nubiani nell'esercito egizio (XI dinastia egizia) - da una tomba di Asyūṭ (c. 2130–1991 a.C.).

Non disponiamo di notizie certe del periodo protostorico della Nubia, se non da scarsi ritrovamenti archeologici. Pare accertato, tuttavia, che il clima, nel periodo tra il 10000 a.C. ed il 6000 a.C. fosse decisamente più mite e piovoso di adesso, ragion per cui il paese, ora desertico, doveva esser molto più ricco di vegetazione.
Le prime prove di una società organizzata in Nubia compaiono parallelamente all'affermarsi della I dinastia egizia (3100 a.C. - 2900 a.C.), mentre il primo stato kushita di cui abbiamo notizie è il c.d. Regno di Kerma (2600 a.C.). La mancanza di fonti scritte locali e la scarsità di accenni a questo regno nei documenti egizi rende però difficoltosa la nostra conoscenza di esso. Intorno al 2500 a.C., la V dinastia egizia avviò l'espansione verso sud, movimento che si arrestò con lo sfaldamento dello stato egizio al termine dell'Antico Regno (circa 2200 a.C.).
Con il riorganizzarsi dello Stato egizio nel Medio Regno, grazie ai sovrani della XII dinastia riprese il movimento di espansione verso sud. Fu per primo Mentuhotep II, nel XXI secolo a.C., ad intraprendere campagne contro i Kushiti nel 29º e 31º anno del suo regno. Datano a questo momento i primi riferimenti egizi al "Kush". La regione nubiana aveva probabilmente avuto altri nomi nell'Antico Regno. Il confine tra Egitto e Kush si spostò alla terza cateratta del Nilo, nei pressi di Kerma, ricordata come un grande emporio commerciale. La fine del Medio Regno (circa 1800 a.C.) pose nuovamente termine ai contatti tra egizi e nubiani. I pochi dati in nostro possesso sembrano confermare che il regno di Kerma persistette fino al 1500 a.C. quando l'Egitto, sotto la direzione dei potenti sovrani della XVIII Dinastia riprese l'espansione verso sud questa volta con intenti colonialistici. Thutmose I, organizzò diverse campagne a sud, che portarono all'annessione della Nubia nel 1504 a.C. Thutmose III spostò il confine alla quarta cateratta, a sud di Kerma, e costruì una rete di fortezze da cui l'esercito controllava la regione che diviene una fonte di approvvigionamenti per l'impero. In questa fase il governatore egizio della Nubia, spesso un principe di sangue reale, riveste il titolo di "Figlio kushita del Re (Faraone)", e forze nubiane della regione della Medja, i Medjay, servivano il faraone egizio come forza paramilitare d'élite e di polizia.

### Napata
Dopo la conquista, la cultura di Kerma fu sempre più egiziana ma le ribellioni continuarono per 220 anni, fino al 1300 a.C. La Nubia divenne tuttavia una provincia chiave del Nuovo Regno, economicamente, politicamente e spiritualmente. In effetti, le principali cerimonie faraoniche si tenevano al tempio di Jebel Barkal vicino a Napata. 
Nel 1200 a.C. il coinvolgimento egiziano nel Dongola era inesistente.
Con la disintegrazione del Nuovo Regno (circa 1070 a.C.), la Nubia divenne nota come Regno di Kush con capitale a Napata (moderno Sudan settentrionale), nell'alta regione di Dongola.
La continuità culturale e politica tra Kerma e Napata, il Kush vero e proprio, è difficile da determinare: il regno di Napata emerse politicamente intorno al 1000 a.C. cioè 500 anni dopo la fine di Kerma. A Napata si rifugiano, intorno al 950 a.C., i sacerdoti di Amon discendenti da Herihor (v. anche Dinastia dei Primi Profeti di Amon) scacciati da Tebe dai sovrani libici della XXII Dinastia. L'influenza dei rifugiati originò una realtà socio-culturale fortemente egizianizzata in senso tradizionalista, soprattutto in campo religioso. Nel VIII secolo a.C. il nuovo regno kushita di Napata era ormai una realtà. Il primo re di Napata, Alara, dedicò sua sorella al culto di Amon nel ricostruito tempio Kawa (contestualmente furono ricostruiti i templi di Barkal e Kerma).
I Kushiti seppellirono i loro monarchi insieme a tutti i loro cortigiani in fosse comuni: scavavano una fossa e ponevano pietre intorno a formare un cerchio. Gli archeologi si riferiscono a queste pratiche come alla "Cultura della Pan-tomba". I Kushiti costruirono anche tumuli funerari e piramidi e condivisero alcuni degli dèi adorati degli Egizi, in particolare Amon e Iside, usandoli poi come nomi dei monarchi. I governanti Kush erano considerati guardiani della religione di stato ed erano responsabili del mantenimento delle case degli dei. Alcuni studiosi credono che l'economia nel Regno di Kush fosse un sistema ridistributivo. Lo stato raccoglieva le tasse sotto forma di eccedenze di prodotto e le ridistribuiva alla gente. Altri credono che la maggior parte della società lavorasse la terra e non chiedesse alcunché allo stato né che vi contribuisse. La parte settentrionale del regno sembra fosse più produttiva e ricca della meridionale.

### Il dominio kushita sull'Egitto

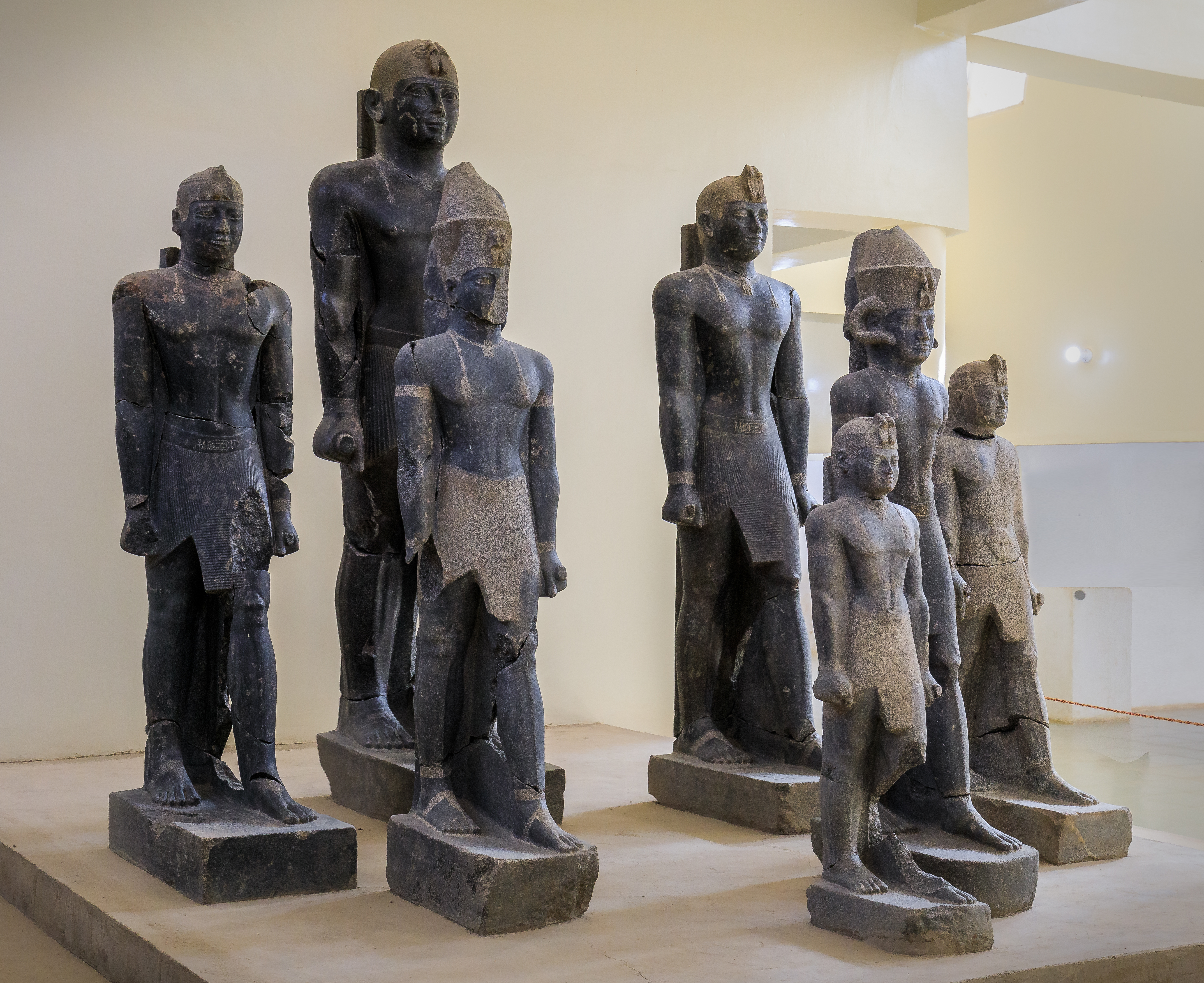
Statue di vari sovrani kushiti di Napata della XXV Dinastia egizia: Tanutamani, Taharqa (retro), Senkamanisken, ancora Tanutamani (retro), Aspelta, Anlamani, ancora Senkamanisken - Museo di Kerma.

Gli scritti di Ahmose, figlio di Ebana, un guerriero egizio che prestò servizio sotto Nebpehtrya Ahmose (1539-1514 a.C.), Djeserkara Amenhotep I (1514-1493 a.C.) e Aakheperkara Thutmose I (1493-1481 a.C.), testimoniano i conflitti tra egizi e kushiti sin dal principio della XVIII Dinastia. Alla fine del Secondo periodo intermedio (metà del XVI secolo a.C.), l'Egitto dovette affrontare una duplice minaccia: gli Hyksos a nord e i Kushiti a sud. Le iscrizioni della tomba-cappella di Amenofi I (1514-1493 a.C.) riportano delle campagne egizie contro il Kush per sottometterlo. Negli scritti di Ahmose, i Kushiti sono descritti come validi arcieri: "Ora, dopo che Sua Maestà aveva ucciso i Bedoin dell'Asia, salpò a monte verso l'Alta Nubia per distruggere gli arcieri nubiani". Gli scritti della tomba contengono altri due riferimenti agli arcieri di Kush.
Il prestigio internazionale dell'Egitto diminuì notevolmente verso la fine del Terzo periodo intermedio. Gli alleati storici di Cananea erano ormai controllati dagli Assiri, al tempo del c.d. Impero Medio (1365-1020 a.C.) e poi del Nuovo Impero (935-605 a.C.), quando dall'Assiria si espansero nuovamente dalla Mesopotamia settentrionale conquistandosi un dominio sul Vicino Oriente, gran parte dell'Anatolia, il Mediterraneo orientale, ed il Caucaso fino all'Iran.
Nel 945 a.C., i principi Sheshonq I e Libu presero il controllo del Delta del Nilo e fondarono la XXII Dinastia o Dinastia Libica (anche Bubastita) che avrebbe governato per circa 200 anni. Shoshenq ottenne anche il controllo dell'Egitto meridionale collocando i suoi familiari in importanti posizioni sacerdotali. Nel 711 Shoshenq fece di Menfi la sua capitale settentrionale. Tuttavia, il controllo libico iniziò a erodersi quando una dinastia rivale sorse a Leontopoli, nel Delta, e i Kushiti minacciarono l'Egitto da sud. 

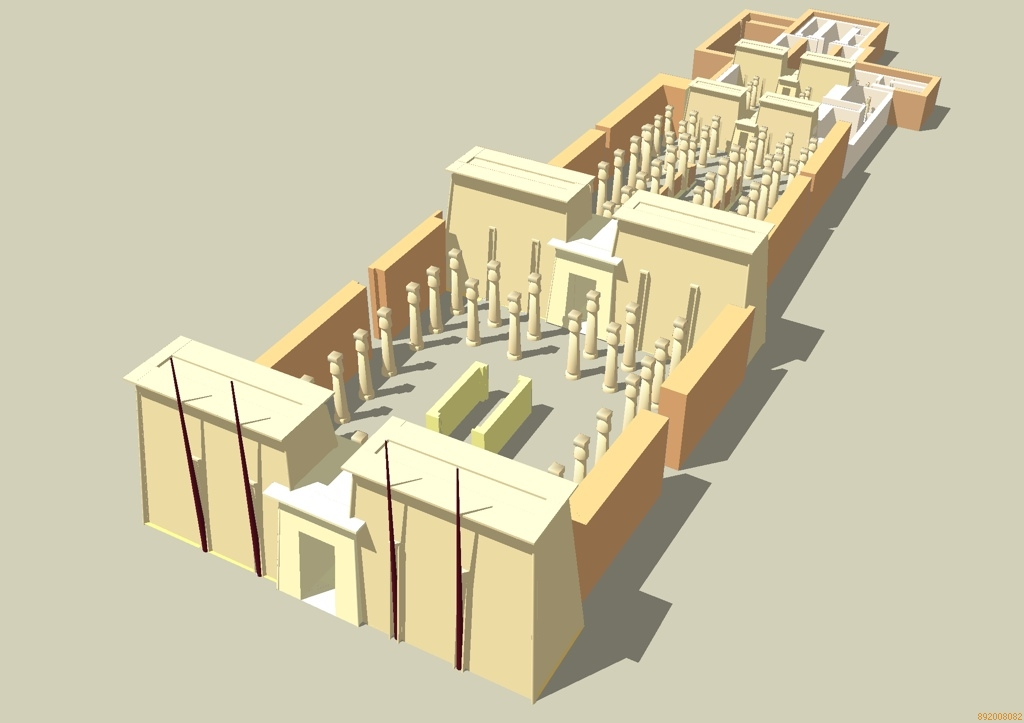
Il Tempio di Amon (Jebel Barkal), costruito dagli Egizi nel Nuovo Regno e massicciamente ristrutturato da Pianki.

Alara di Napata, capostipite dalla linea sovrana che sviluppò nella XXV Dinastia o Dinastia Kushita, e il suo successore Kashta estesero il controllo kushita a nord fino a Elefantina e poi Tebe nell'Alto Egitto. Il successore di Kashta, Pianki prese il controllo del Basso Egitto intorno al 727 a.C., profittando del caos del paese, frammentato in quattro regni governati da Neferkara Payeftjauembastet, Nimlot (III), Iuput II e Osorkon IV. La "Stele della vittoria di Pianki", nel tempio di Amon a Jebel Barkal, celebrò queste campagne databili al periodo 728-716 a.C.  
Il motivo per cui i Kushiti scelsero di entrare in Egitto in quel momento cruciale è ancora oggetto di dibattito. L'archeologo Timothy Kendall collega il tutto ad una rivendicazione di legittimità associata a Gebel Barkal. La Stele di Pianki afferma infatti che "Amon di Napata mi ha concesso di essere il governatore di ogni paese straniero" e "Amon di Tebe mi ha concesso di essere il sovrano della Terra Nera ( Kmt)". Secondo Kendall, il "paese straniero" sarebbe il Basso Egitto mentre "Kmt" sarebbero l'Alto Egitto e la Nubia unificati.

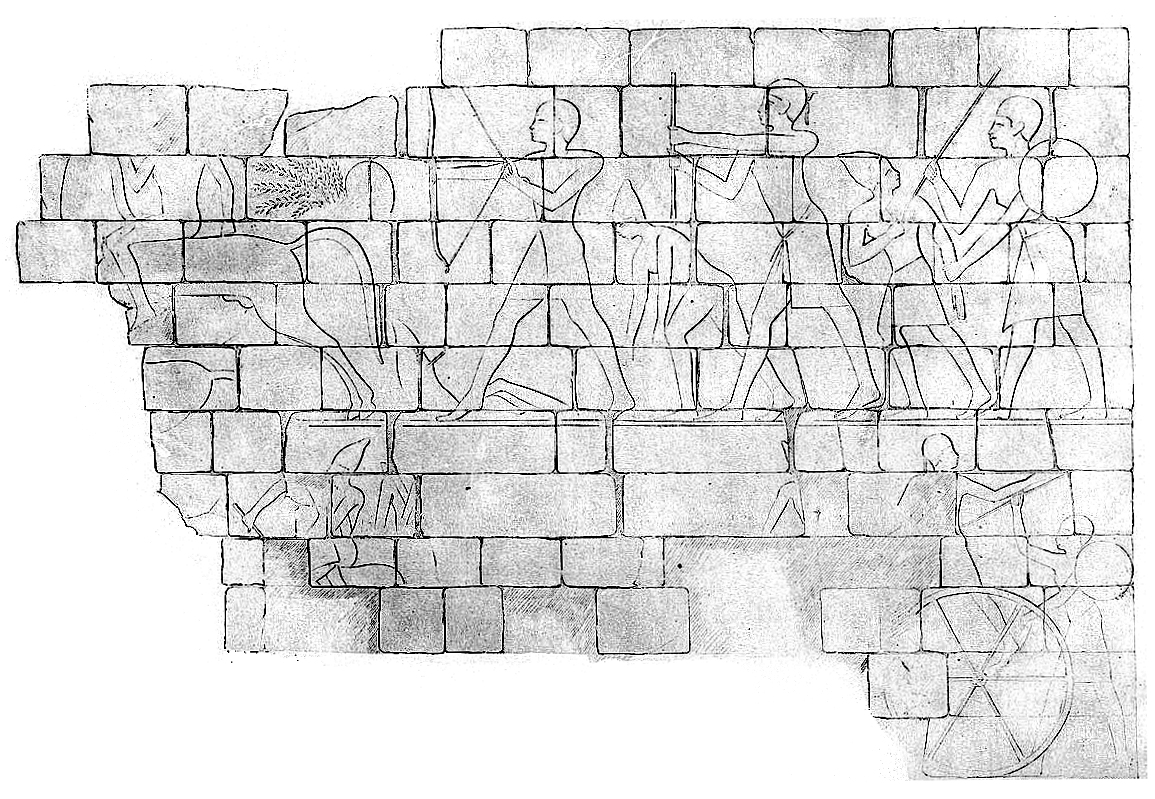
Rilievi del Tempio di Amon a Gebel Barkal raffiguranti una battaglia tra Kushiti ed Assiri.

Il successore di Pianki, Shabaka, sconfisse i re saiti dell'Egitto settentrionale tra il 711 e il 710 a.C. e si insediò come re a Menfi, stabilendo poi legami con Sargon II. Il figlio di Pianki, Taharqa intraprese campagne militari di successo, come attestato dalla "lista dei principati asiatici conquistati" dal tempio Mut a Karnak e dei "popoli e paesi conquistati (libici, nomadi Shasu, Fenici?, Khor in Palestina)" dalle iscrizioni del tempio di Sanam. Le ambizioni imperiali degli Assiri resero inevitabile la guerra con la XXV Dinastia. Nel 701 a.C. Taharqa e il suo esercito aiutarono il Regno di Giuda e il re Ezechia a resistere all'assedio del re assiro Sennacherib (2 Re 19: 9; Isaia 37: 9). Esistono varie teorie (l'esercito di Taharqa, la malattia, l'intervento divino, la resa di Ezechia) sul motivo per cui gli Assiri non riuscirono a prendere la città e si ritirarono in Assiria. Torok menziona che l'esercito egiziano "fu sconfitto a Eltekeh" sotto il comando di Taharqa, ma "la battaglia potrebbe essere interpretata come una vittoria per il doppio regno", poiché l'Assiria non prese Gerusalemme e "si ritirò in Assiria".
Il potere della XXV Dinastia raggiunse il culmine sotto Taharqa. L'impero della valle del Nilo era grande quanto lo era stato dal Nuovo Regno. La nuova prosperità rivitalizzò la cultura egiziana. La religione, le arti e l'architettura furono riportate alle loro gloriose forme dell'Antico, del Medio e del Nuovo Regno. I faraoni nubiani costruirono o restaurarono templi e monumenti in tutta la valle del Nilo, tra cui Menfi, Karnak, Kawa e Jebel Barkal. Fu durante la XXV Dinastia che la valle del Nilo vide la prima costruzione diffusa di piramidi (molte nell'odierno Sudan) dal Medio Regno. I Kushiti svilupparono la loro scrittura e l'alfabeto meroitico, influenzato dai sistemi di scrittura egiziani anche se sembra essere stato confinato alla corte reale e ai templi principali.

#### La conquista assira dell'Egitto
Taharqa sconfisse gli Assiri già nel 674 a.C. ma nel 671 a.C. il re assiro Esarhaddon avviò la conquista assira dell'Egitto, prendendo Menfi e spingendo Taharqa a sud, mentre il suo erede e altri membri della famiglia furono portati in Assiria come prigionieri. I governanti egizi installati come vassalli da Esarhaddon non furono però in grado di mantenere efficacemente il pieno controllo e Taharqa riuscì a riprendersi Menfi. La campagna di Esarhaddon nel 669 a.C. per espellere ancora una volta Taharqa fu abbandonata quando Esarhaddon morì in Palestina sulla strada per l'Egitto. Tuttavia, il successore di Esarhaddon, Assurbanipal, sconfisse Taharqa che morì subito dopo nel 664 a.C.
Il successore di Taharqa, Tanutamani, navigò a nord con un grande esercito da Napata, superò Elefantina e raggiunse Tebe dove fu "ritualmente insediato come re d'Egitto". Da Tebe, Tanutamani iniziò la sua riconquista e riprese il controllo dell'Egitto, fino a Menfi. La "stele dei sogni di Tanutamani" riporta che ripristinò l'ordine dal caos, dove i templi e i culti reali non venivano mantenuti. Dopo aver sconfitto Sais e ucciso il vassallo dell'Assiria, Necao I, a Menfi, "alcuni dinasti locali si arresero formalmente, mentre altri si ritirarono nelle loro fortezze". Tanutamani procedette a nord di Menfi, invadendo il Basso Egitto e le città assediate nel Delta, alcune delle quali si arresero a lui. Gli Assiri, che avevano una presenza militare nel Levante, inviarono un grande esercito verso sud nel 663 a.C. Tanutamani fu sconfitto e l'esercito assiro saccheggiò Tebe a tal punto che non si riprese mai veramente. Tanutamani fu ricacciato in Nubia ma il suo controllo sull'Alto Egitto durò fino a circa il 656 a.C. In questa data, un sovrano egiziano nativo, Psammetico I figlio di Necao, posto sul trono come vassallo di Assurbanipal, prese il controllo di Tebe. Gli ultimi legami tra il Kush e l'Alto Egitto furono interrotti dopo le ostilità con i re Saite nel 590 a.C.

#### La dominazione achemenide

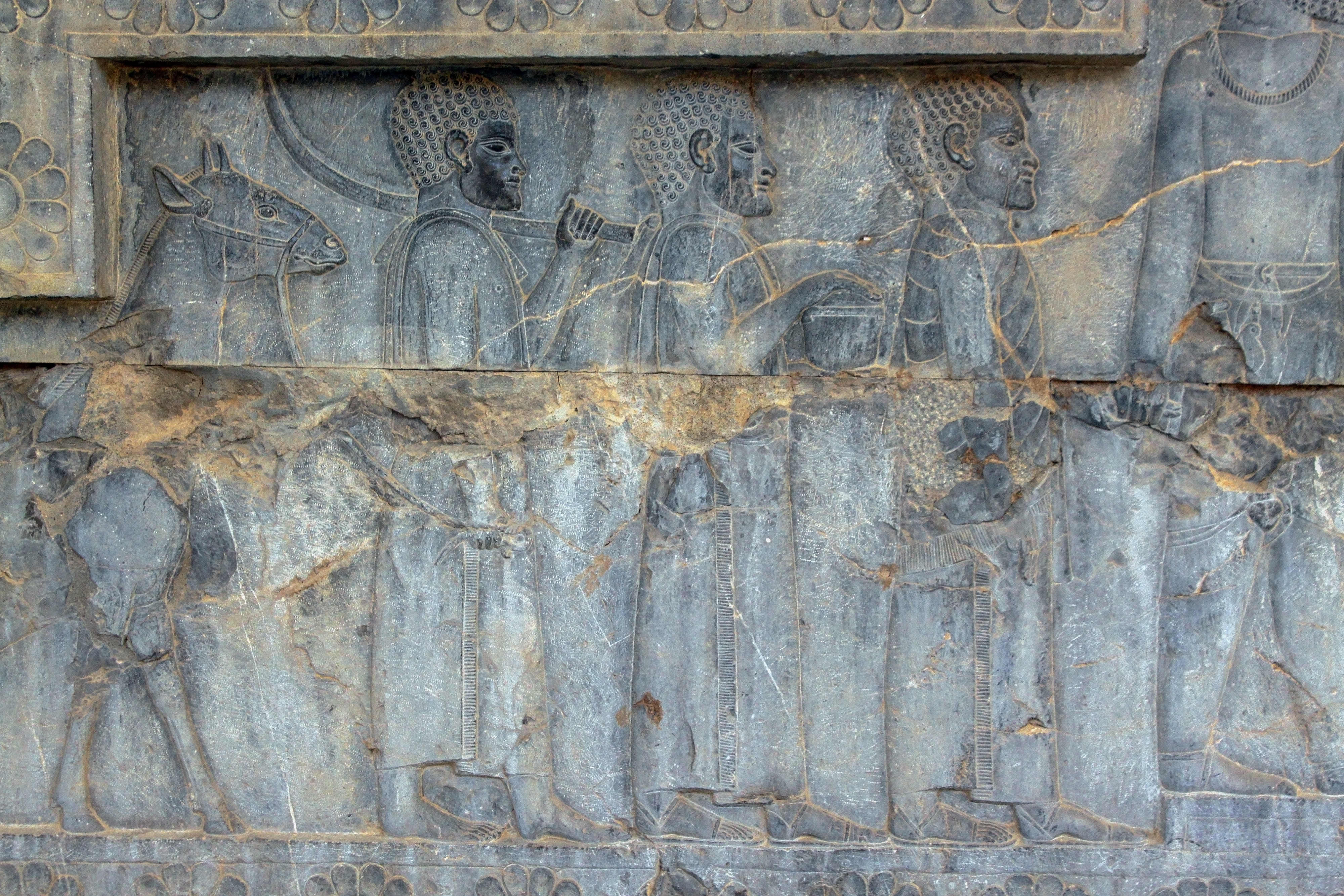
Delegazione kushita - relievi dell'Apadana - ca. 500 a.C.

Erodoto menzionò un'invasione di Kush da parte del sovrano achemenide Cambise II nel 530 a.C. circa. Secondo alcuni resoconti, Cambise riuscì ad occupare l'area tra la Prima e la Seconda Cataratta del Nilo tuttavia Erodoto menziona che "la sua spedizione fallì miseramente nel deserto". Le iscrizioni achemenidi provenienti sia dall'Egitto sia dall'Iran includono Kush come parte dell'impero achemenide. Ad esempio, l'iscrizione DNa di Dario I (regno 522–486 a.C.) sulla sua tomba a Naqsh-e Rostam menziona Kūšīyā (cuneiforme 𐎤𐎢𐏁𐎡𐎹𐎠; pronunciato Kūshīyā) tra i territori "governati" dall'impero achemenide. Secondo Welsby "gli studiosi hanno dubitato che questa spedizione persiana abbia mai avuto luogo, ma [...] le prove archeologiche suggeriscono che la fortezza di Dorginarti vicino alla seconda cataratta servisse da confine meridionale della Persia".

### Il regno di Meroe

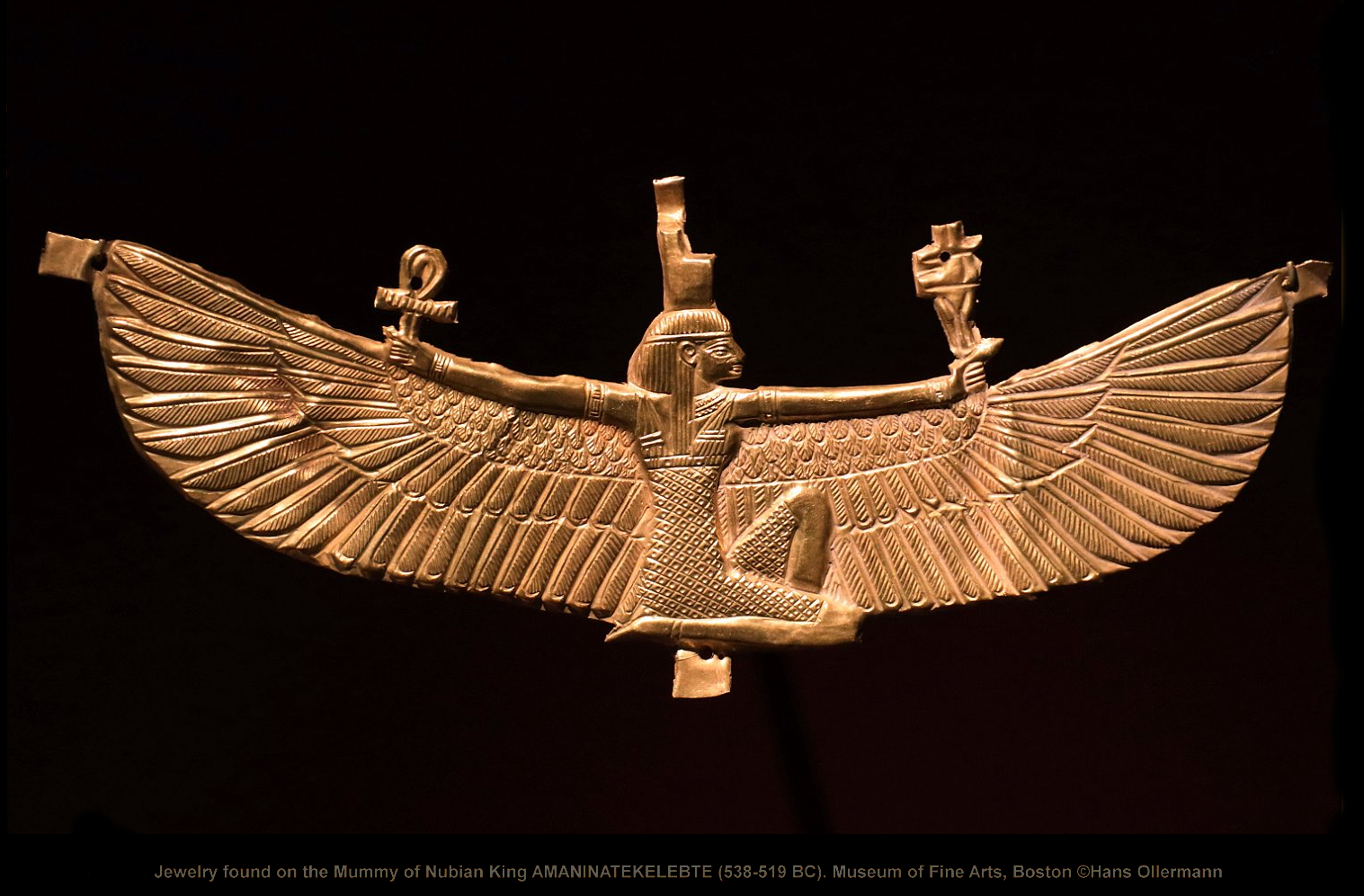
Gioielli dal corredo della mummia di Amaninatakilebte (538-519 a.C.) - Museum of Fine Arts, Boston.

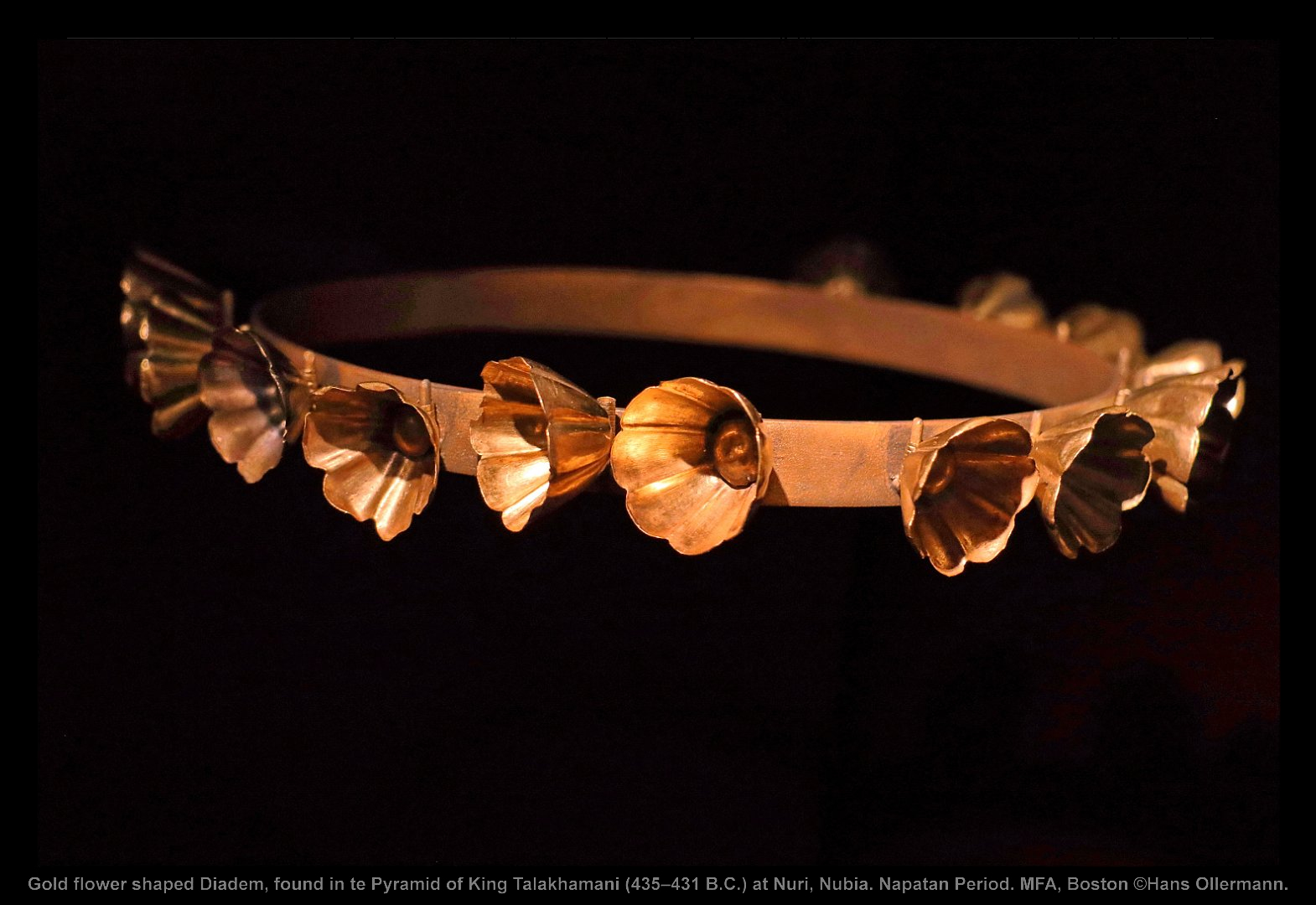
Diadema d'oro del corredo del re Talakhamani (435–431 a.C.), - Museum of Fine Arts, Boston.

La civiltà kushita continuò per diversi secoli dopo il collasso del dominio dei faraoni nubiani sull'Egitto. Secondo Welsby, "durante i periodi saita, persiano, tolemaico e romano, i sovrani kushiti - i discendenti dei faraoni della XXV Dinastia e i guardiani del tempio di Amon a Gebel Barkal - avrebbero potuto insistere sulla legittimitâ della loro rivendicazione sul controllo dell'Egitto e quindi rappresentavano una potenziale minaccia per i governanti del paese". Aspelta trasferì la capitale a Meroe, considerevolmente più a sud di Napata, forse nel 591 a.C. subito dopo il sacco di Napata da parte del faraone Psammetico II. Lo studioso Meredith afferma che i sovrani kushiti scelsero Meroe, tra la Quinta e la Sesta Cataratta, perché era ai margini della fascia delle piogge estive e la zona era ricca di minerale di ferro e legno duro per lavorarlo. La posizione consentiva anche l'accesso alle rotte commerciali verso il Mar Rosso. I Kushiti commerciavano prodotti in ferro con i romani, oltre a oro, avorio e schiavi. Così la pianura di Butana fu spogliata delle sue foreste, lasciando cumuli di scorie. I documenti in nostro possesso mostrano chiaramente che i successori di Aspelta, il sovrano sconfitto da Psammetico II, hanno la loro capitale non più a Napata bensì nella più meridionale Meroe.
Intorno al 300 a.C. il predominio di Meroe fu sancito dall'avvio della sepoltura in loco e non più a Napata dei monarchi kushiti, forse a riprova di un conflitto tra i reali e la casta sacerdotale conclusosi a favore dei primi: Diodoro Siculo riporta appunto che il re kushita Ergamenes sfidò i sacerdoti e li fece massacrare. Si trattò probabilmente del primo sovrano sepolto a Meroe, predecessore di Arqamani che governò molti anni dopo che il cimitero reale fu aperto in città. Più o meno contestualmente si avviò la costruzione presso la nuova capitale di nuovi complessi templari: es. Musawarat.
Al culmine del suo potere, l'autorità kushita di Meroe si estendeva probabilmente per circa 1.500 km lungo la valle del Nilo, dalla frontiera egizia a nord alle aree a sud dell'odierna Khartoum e probabilmente anche a territori importanti a est e ovest. Meroe controllava diverse tribù che nei secoli successivi avrebbero sviluppato compagini statali autonome: es. durante il regno di Nastasen (315 a.C. circa) venne per la prima volta menzionata la regione di "Alut", presunto luogo d'origine dell'etnia che originò il regno di Alodia diversi secoli dopo.

#### Meroe e l'Egitto tolemaico
Non c'è traccia di conflitto tra Kushiti e la dinastia tolemaica sino al regno di Tolomeo III. Al tempo di Tolomeo IV, terminata la quarta guerra siriaca, diverse rivolte si scatenarono in Egitto, prima nel Delta e poi nella Tebaide, ove prese piede un anti-faraone, Haruennefer, di probabili origini kushite. È comunque certo che Meroe supportò l'erede di Haruennefer, Ankhuennefer, nel 196 a.C., salvo poi abbandonarlo al momento della resa dei conti contro i macedoni di Comano, generale di Tolomeo V, nel 186 a.C.. Forse per questo motivo Tolomeo V fece deturpare il nome di Arqamani sulle iscrizioni a File: "Arqamani costruì un piccolo ingresso al tempio costruito da Tolomeo IV a selchis e costruì un tempio a File al quale Tolomeo contribuì con un ingresso". Ci sono inoltre prove dell'occupazione tolemaica fino alla Seconda Cataratta ma recenti ritrovamenti a Qasr Ibrim, come "la totale assenza di ceramiche tolemaiche", hanno messo in dubbio l'efficacia di quest'occupazione. Le lotte dinastiche portarono i Tolomei ad abbandonare l'area, così "i Kushiti riaffermarono il loro controllo [...] con Qasr Ibrim occupato" (dai Kushiti) e altre località forse presidiate.

#### Meroe e l'Egitto romano

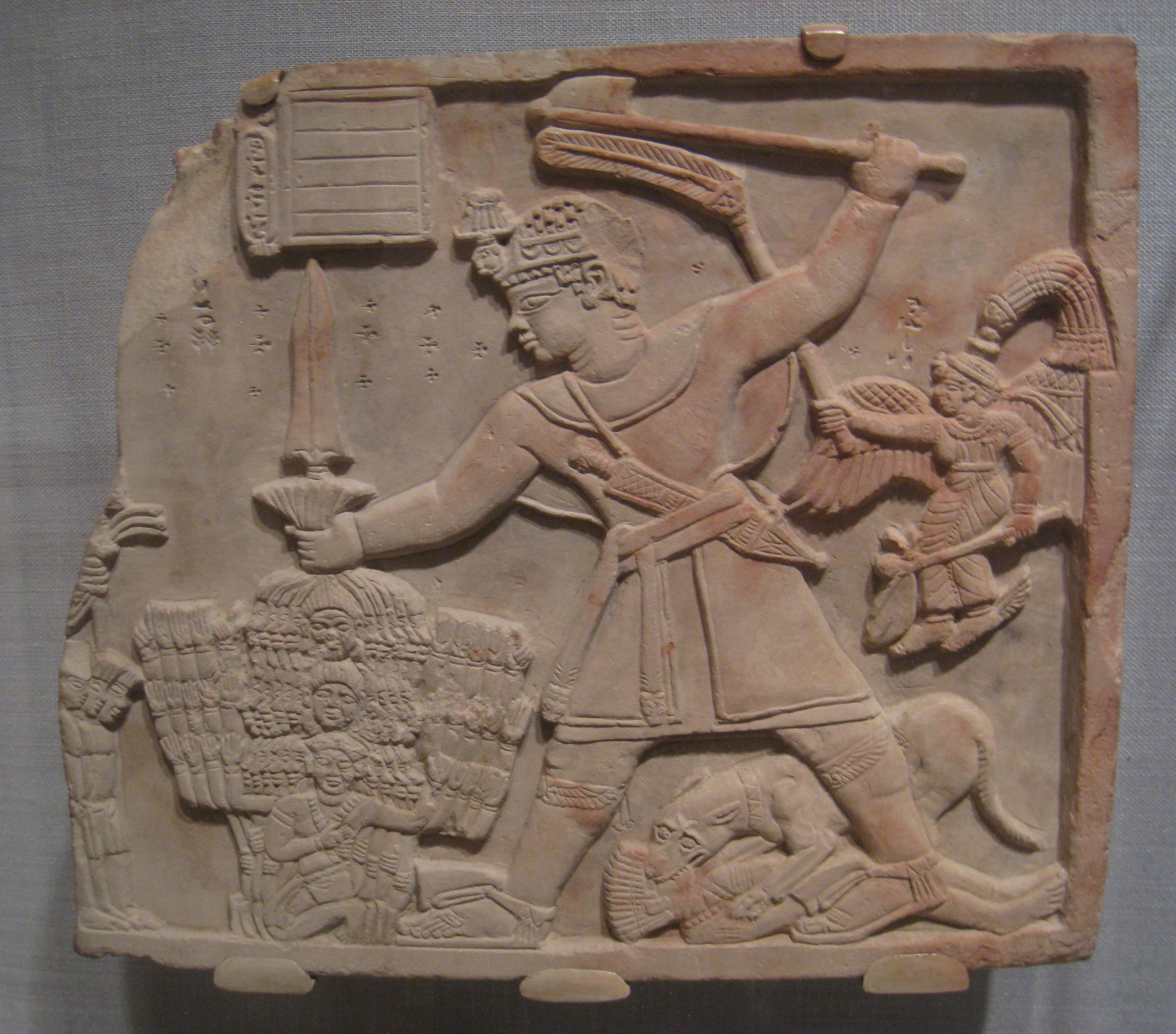
Principe di Meroe in combattimento - inizi del I sec. d.C.

Secondo Welsby, dopo che i romani presero il controllo dell'Egitto, negoziarono con i Kushiti a File e tracciarono il confine meridionale dell'Egitto romano ad Assuan. Theodor Mommsen e Welsby affermano che il Regno di Kush divenne un regno cliente di Roma tanto quanto l'Egitto. L'ambizione kushita e/o l'eccessiva tassazione romana sono la presunta causa delle posteriori rivolte kushite contro Roma riportate da Strabone e Plinio il Vecchio.
Strabone descrive una guerra kushita-romana nel I secolo a.C. I Kushiti "saccheggiarono Assuan con un esercito di 30 000 uomini e distrussero le statue imperiali [...] a File" e una "bella testa in bronzo a grandezza naturale dell'imperatore Augusto" è stata trovata sepolta a Meroe di fronte a un tempio. Nel 23 a.C. il governatore romano dell'Egitto, Gaio Petronio, invade la Nubia in risposta ad un attacco della regina kushita (la "Kandake") Amanirenas nel sud dell'Egitto, devasta la parte settentrionale del regno di Meroe e saccheggia Napata prima di ritornare al nord. La distruzione della vecchia capitale non paralizzò i Kushiti e non spaventò abbastanza la Candace da impedirle di impegnarsi di nuovo contro l'esercito romano. Nel 22 a.C., una grande forza kushita si spostò verso nord con l'intenzione di attaccare Qasr Ibrim. Allertato dall'avanzata, Petronio marciò nuovamente verso sud e aspettò il nemico a Qasr Ibrim. Welsby afferma che dopo lo scontro a Primis i kushiti inviarono ambasciatori per negoziare un accordo di pace con Petronio, riuscendo a concludere un trattato dalle condizioni favorevoli. Il commercio tra le due nazioni aumentò e il confine romano egiziano fu esteso a "Hiera Sykaminos (Maharraqa)". Questo accordo "garantì la pace per la maggior parte dei prossimi 300 anni" e non ci sono "prove certe di ulteriori scontri".

È possibile che l'imperatore romano Nerone abbia pianificato un altro tentativo di conquistare Kush prima della sua morte nel 68 d.C. Nerone mandò infatti due centurioni a risalire il fiume Bahr el Ghazal nel 66 d.C., nel tentativo di scoprire la sorgente del Nilo (secondo Seneca) o per pianificare un attacco (secondo Plinio).

### Il declino
Il Kush iniziò a svanire come potenza nel I o II secolo d.C., indebolita dalla guerra con la provincia romana d'Egitto e dal declino delle sue industrie tradizionali. Tuttavia, abbiamo prove di re kushiti del III secolo d.C. a File in iscrizioni demotiche. Si ipotizza che i Kushiti abbiano rioccupato la bassa Nubia dopo che le forze romane si ritirarono ad Assuan e l'attività kushita in zona ha portato ad ipotizzare "un controllo kushita de facto di quell'area (fino a File) per parte del III sec. Successivamente, il regno si è indebolito e disintegrato a causa di ribellioni interne. Meroe fu infine catturata e rasa al suolo dal Regno di Axum nel 350 ed il Kush scomparve del tutto intorno al VI secolo d.C.

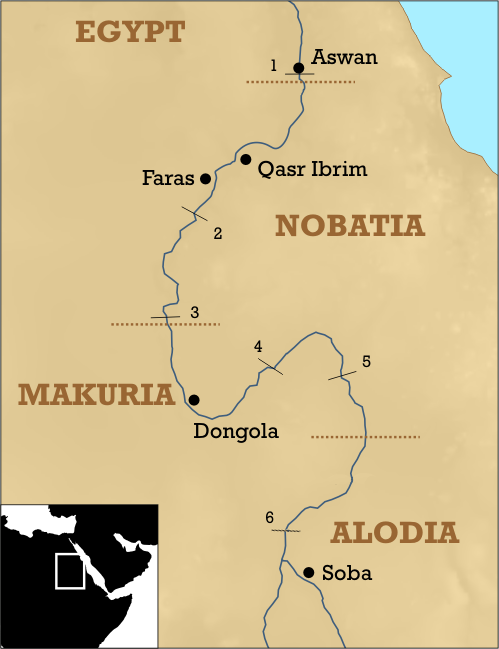
I regni cristiani di Nubia in epoca tardo-antica: Nobazia, Makuria e Alodia.

Le fasi del declino del regno meroitico sono però scarsamente definite. A partire dal II secolo le tombe reali iniziano a perdere in dimensioni e splendore e la costruzione di grandi edifici cessò del tutto. La costruzione delle piramidi funebri cessa nella metà del IV secolo e i ritrovamenti archeologici mostrano uno spostamento culturale verso una nuova forma detta cultura di Ballana. L'esame degli scheletri dell'epoca mostra però che la popolazione rimane la stessa. Questi dati concordano con la tradizione secondo cui il regno di Meroë fu distrutto da Ezana sovrano del regno etiopico di Axum intorno al 350. Le fonti etiopi riportano l'operato di Ezana come il soffocamento di una ribellione in un territorio già controllato che denominano Nuba, senza citare il regno di Meroë che sarebbe stato ormai ridotto alla condizione di stato satellite/assoggettato.
Molti storici hanno ipotizzato che "Nuba" (si tratti di una regione o di un territorio) siano lo stesso popolo che i romani chiamavano "Nobatae" e ai quali consegnarono la Nubia settentrionale quando si ritirarono nel 272. Le fonti romane citano poi un'altra popolazione attiva in Nubia, nella sua parte meridionale: i Blemmi, considerati gli antenati dei Beja; un popolo di guerrieri del deserto le cui incursioni avevano concorso a spingere i romani su posizioni più difendibili. Al termine del IV secolo, i Beja controllavano una parte della valle del Nilo intorno a Kalabsha nella Bassa Nubia. L'antico Regno di Kush era pertanto diviso tra due distinti popoli, Nobatae e Blemmi, che si scontrarono nel V secolo: nel 450 circa, i re Nuba respinsero i Beja nel deserto. Entro il VI secolo si erano organizzate nuove compagini statali nubiane sui resti del regno kushita: la Nobazia, la Makuria e Alodia. Questi nuovi Stati ereditano molto dal regno di Meroe pur mostrando caratteri decisamente differenti: parlavano una lingua detta antico nubiano, scrivevano con una versione modificata dell'alfabeto copto e praticavano il cristianesimo; il meroitico e la sua scrittura scomparvero, tanto quanto la vecchia religione faraonica, scomparvero.

La transizione tra Meroiti e Nobati/Nuba è scarsamente chiara. Secondo alcuni, i Nuba sono degli invasori nomadi provenienti da ovest che impongono la loro cultura ed il loro linguaggio ai popoli conquistati, mentre altri (es. Shinnie) li identificano nei kushiti di Napata riappropriatisi del predominio sul regno a discapito dei meroiti.

## Lingua e scrittura

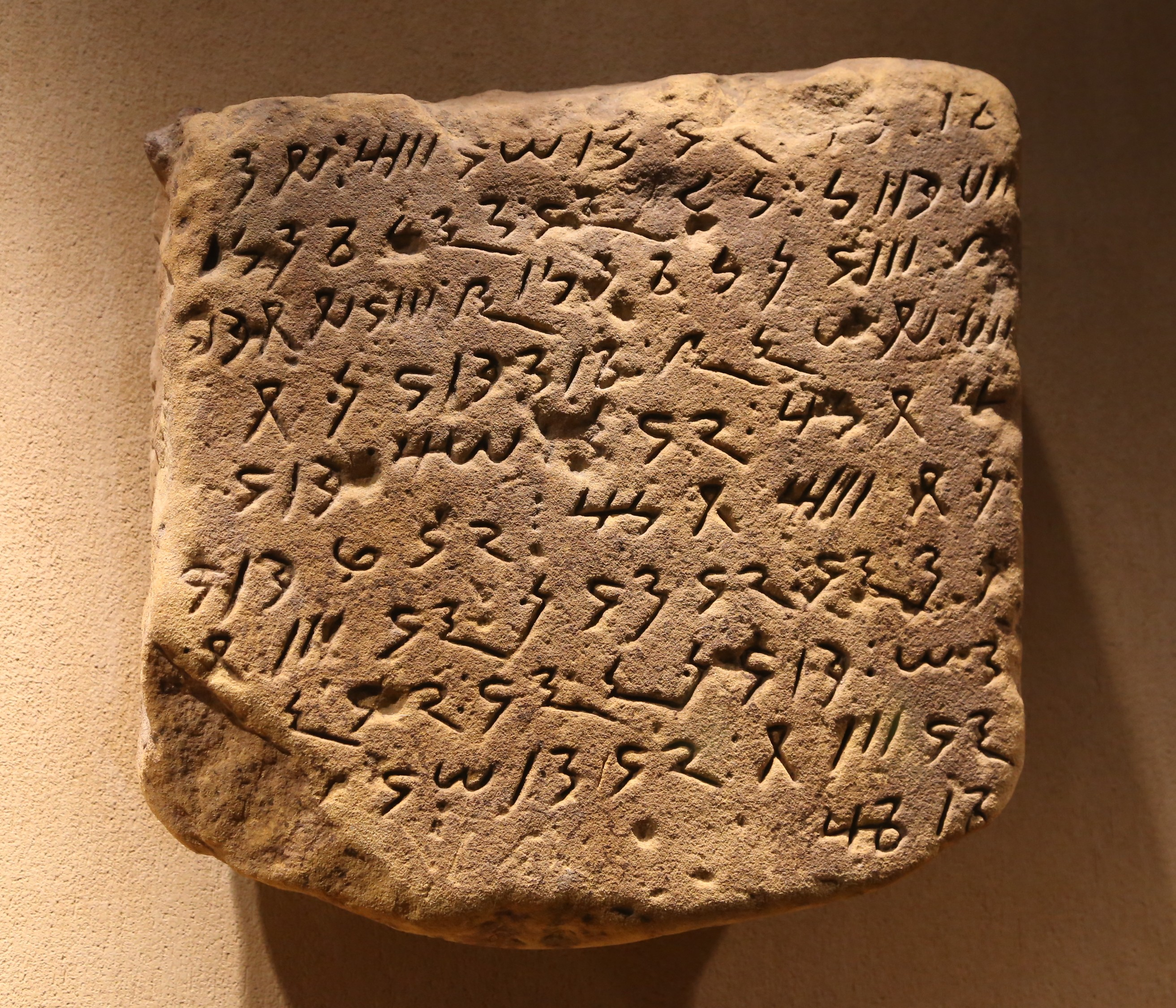
Ostrakon meroitico.

Il "meroitico" era la lingua di Meroe e del Sudan durante il periodo meroitico. Attestato dal 300 a.C., si estinse intorno al 400 d.C. Non è chiaro a quale famiglia linguistica fosse correlato. Kirsty Rowan suggerisce che il meroitico, come la lingua egizia, appartenga alle lingue afro-asiatiche basandosi sul suo inventario sonoro e fonotattico, definito simile a quelli delle lingue afroasiatiche e dissimile da quelli delle lingue nilo-sahariane. Claude Rilly propone invece che il meroitico, come la lingua nobiin, appartenga al ramo delle lingue sudaniche orientali delle lingue nilo-sahariane, basato in parte sulla sua sintassi, morfologia e vocabolario noto.
Nel periodo di Napata furono usati geroglifici egizi: una scrittura apparentemente limitata alla corte e ai templi. Dal II secolo a.C. esisteva un sistema di scrittura meroitico separato. La lingua era scritta in due forme dell'alfabeto meroitico: corsivo meroitico, scritto con uno stilo ed usato per la registrazione generale; e geroglifico meroitico, scolpito nella pietra o usato per documenti reali o religiosi. Non è ben chiara la causa della scarsità di testi bilingue. La prima iscrizione in scrittura meroitica risale al 180-170 a.C. Questi geroglifici sono stati trovati incisi sul tempio della regina Shanakdakhete. Il corsivo meroitico è scritto in orizzontale e si legge da destra a sinistra come tutte le ortografie semitiche. Era una scrittura alfabetica con 23 segni usati in una forma geroglifica (principalmente sull'arte monumentale) e in una forma corsiva. Quest'ultima è stata ampiamente utilizzata: finora sono noti circa 1278 testi che utilizzano questa versione. La scrittura è stata decifrata da Griffith ma il linguaggio dietro di esso è ancora un problema, con solo poche parole comprese dagli studiosi moderni. Non è ancora possibile collegare la lingua meroitica con altre lingue conosciute. Per un certo periodo è stato anche usato per scrivere la lingua nubiana antica dei regni successori.

## Tecnologia, Medicina e Matematica

### Tecnologia
I Kushiti svilupparono la ruota idraulica del tipo "Saqiya", chiamata Kolē nella loro lingua,  durante il periodo meroitico per migliorare l'irrigazione. L'introduzione di questa ruota influenzò in modo decisivo l'agricoltura, soprattutto nella regione di Dongola, poiché sollevava l'acqua da 3 a 8 metri con molto meno dispendio di lavoro e tempo rispetto allo Shaduf, precedentemente in uso, che si affidava all'energia umana laddove il Saqiya ricorreva a bufali o altri animali.
L'altoforno avrebbero potuto essere in uso per la lavorazione dei metalli a Meroë. Nel Kush sono state scoperte le prime testimonianze di altoforni databili VII e VI secolo a.C. Questi impianti producevano strumenti di metallo generando inoltre un surplus per la vendita.

### Medicina
Le mummie nubiane studiate negli anni '90 hanno rivelato che i Kushiti furono pionieri dell'uso degli antibiotici. La tetraciclina veniva usata dai nubiani, stando a resti ossei del 350-550 d.C. La teoria è che i vasi di terracotta contenenti il grano usato per fare la birra contenevano il batterio Streptomycedes che produceva la tetraciclina. Sebbene i nubiani non fossero a conoscenza della tetraciclina, avrebbero potuto notare che le persone se la passavano meglio bevendo birra. Secondo Charlie Bamforth, professore di biochimica e scienza della birra presso l'Università della California, Davis, ha detto "Devono averlo consumato perché era abbastanza più saporito del grano da cui era derivato. Avrebbero notato che le persone se la passavano meglio consumando questo prodotto piuttosto che consumando solo il grano stesso."

### Matematica
Stando ai piani incisi delle piramidi del re Amanikhabali, i Kushiti avevano una comprensione sofisticata della matematica poiché apprezzavano il rapporto armonico. I piani incisi sono indicativi di molto da rivelare sulla matematica nubiana. I Kushiti stabilirono anche un sistema di geometria che usarono nella creazione delle prime versioni degli orologi solari. Durante il periodo meroitico, i Kushiti usavano una tecnica trigonometrica simile a quella egizia.

## Architettura

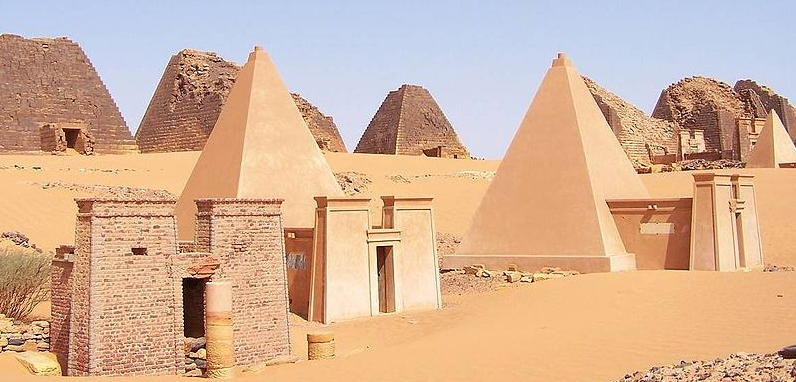
Panorama delle piramidi nubiane di Meroe (tre sono state ricostruite).

Durante l'Età del bronzo (spec. tra il 3700 e il 3250 a.C.), i nubiani costruirono diversi templi rupestri (speos) che influenzarono l'architettura egizia del Nuovo Regno. I monumenti tombali erano una delle espressioni più riconoscibili dell'architettura kushita e ne vennero trovati ad El-Khurru dall'inizio al declino del regno. Questi monumenti svilupparono dalle sepolture tipiche della regione del Medio Nilo: es Tombe tp. "A-group". Le tombe divennero progressivamente più grandi durante la XXV Dinastia, culminando nell'edificio rettangolare sotterraneo di Taharqa con "navate di pilastri quadrati [...] il tutto tagliato nella roccia viva". I Kushiti costruirono anche piramidi (c.d. "Piramidi nubiane"), templi in mattoni di fango (deffufa) e templi in muratura. In generale, i templi kushiti si rifanno al modello dei templi egizi e presentano planimetrie eterogenee con l'eccezione dei templi di Amon che hanno tutti lo stesso piano di base. I templi di Amon di Jebel Barkal e Meroe sono eccezioni, con il Jebel Barkal lungo 150 metri che è "di gran lunga il più grande tempio "egizio" mai costruito in Nubia". I templi per le principali divinità egizie furono costruiti con "un sistema di proporzioni armoniche interne" basato su "uno o più rettangoli ciascuno con i lati nel rapporto di 8:5" Nel Kush venne anche inventata la c.d. "Volta nubiana".
Pianki è ritenuto il committente della prima vera piramide di el Kurru. Le piramidi sono "l'archetipo della tomba monumento della famiglia reale kushita" e si trovano a "el Kurru, Nuri, Jebel Barkal e Meroe". Le piramidi Kushite sono più piccole e con lati più ripidi rispetto alle piramidi egizie. Si pensa che i Kushiti abbiano copiato le piramidi delle élite del Nuovo Regno, al contrario dei faraoni del Vecchio e del Medio Regno. Le abitazioni kushite erano capanne di legno circolari con alcune eccezioni costituite da edifici a due stanze, probabilmente per famiglie allargate.
I Kushiti costruirono una strada lastricata in pietra a Jebel Barkal, si pensa che abbiano costruito moli e porti sul Nilo e molti pozzi.

## Il Regno di Kush nell'Egittologia
A causa della vicinanza geografica tra il Regno di Kush e l'Antico Egitto (la Prima Cataratta a Elefantina è considerata il confine tradizionale tra i due stati) e della nazionalità kushita della XXV dinastia egizia (unificatori in un unico dominio, dalla Rift Valley alle Montagne del Toro, dei due imperi), gli storici hanno strettamente associato lo studio di Kush con l'egittologia, in linea con l'assunto generale che il complesso sviluppo sociopolitico dei vicini dell'Egitto possa essere compreso in termini di modelli egiziani. Di conseguenza, la struttura politica e l'organizzazione di Kush come stato indipendente non ha ricevuto un'attenzione completa da parte degli studiosi e rimane molta ambigua, specialmente intorno ai primi periodi della sua storia. Edwards ha pertanto suggerito che lo studio della regione potrebbe trarre vantaggio da un maggiore riconoscimento del Kush come stato a sé stante, con condizioni culturali distinte, piuttosto che semplicemente come uno stato satellite dell'Egitto.

## Galleria d'immagini

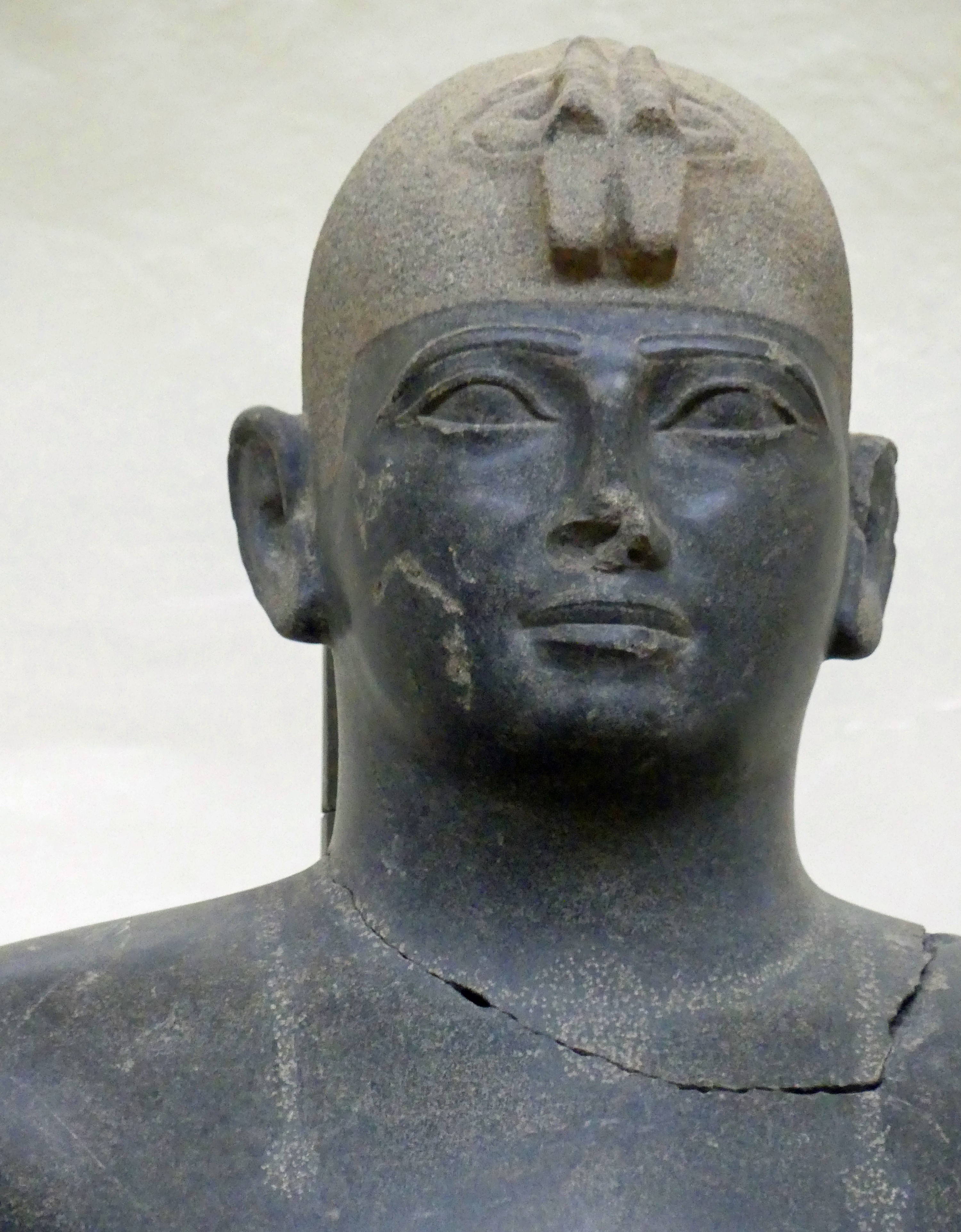
Ritratto di Taharqa - Kerma Museum
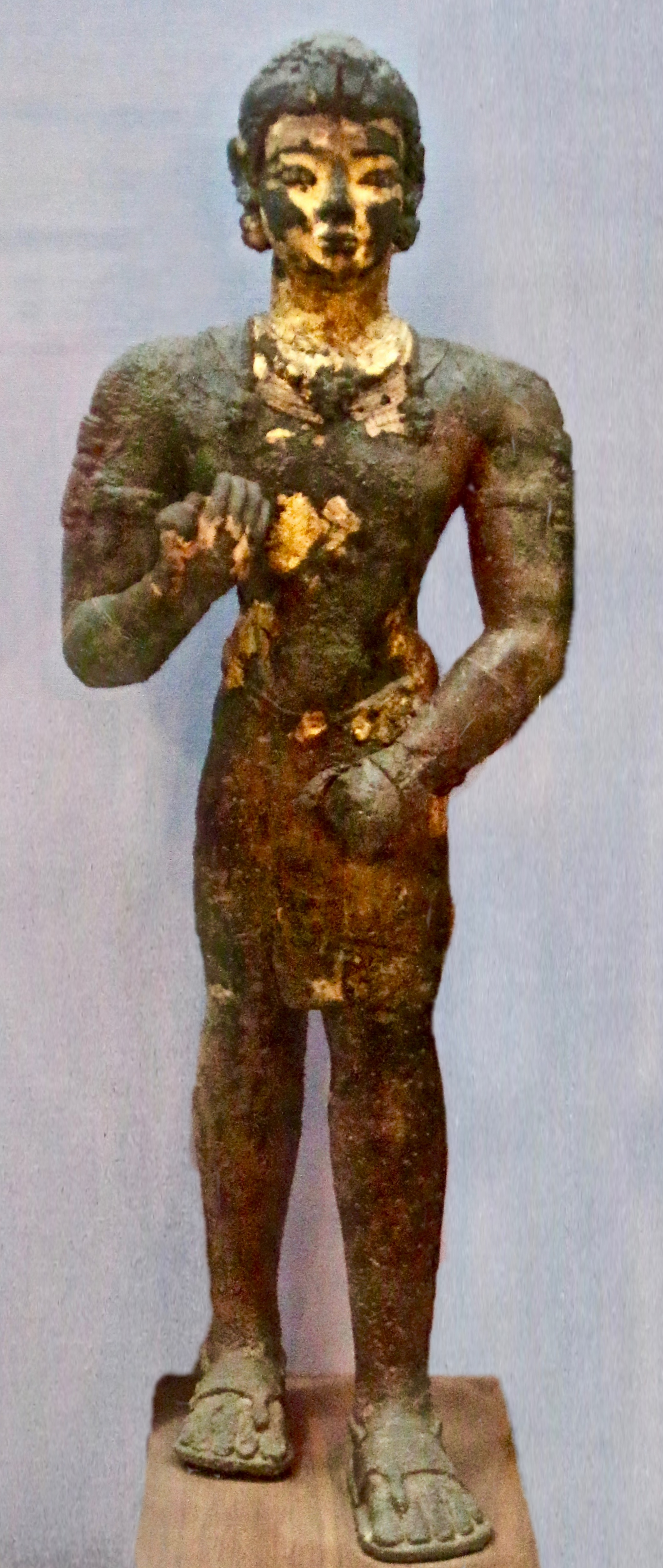
Il "Re-Arciere", uno sconosciuto sovrano di Meroe del III sec. a.C. - National Museum of Sudan.
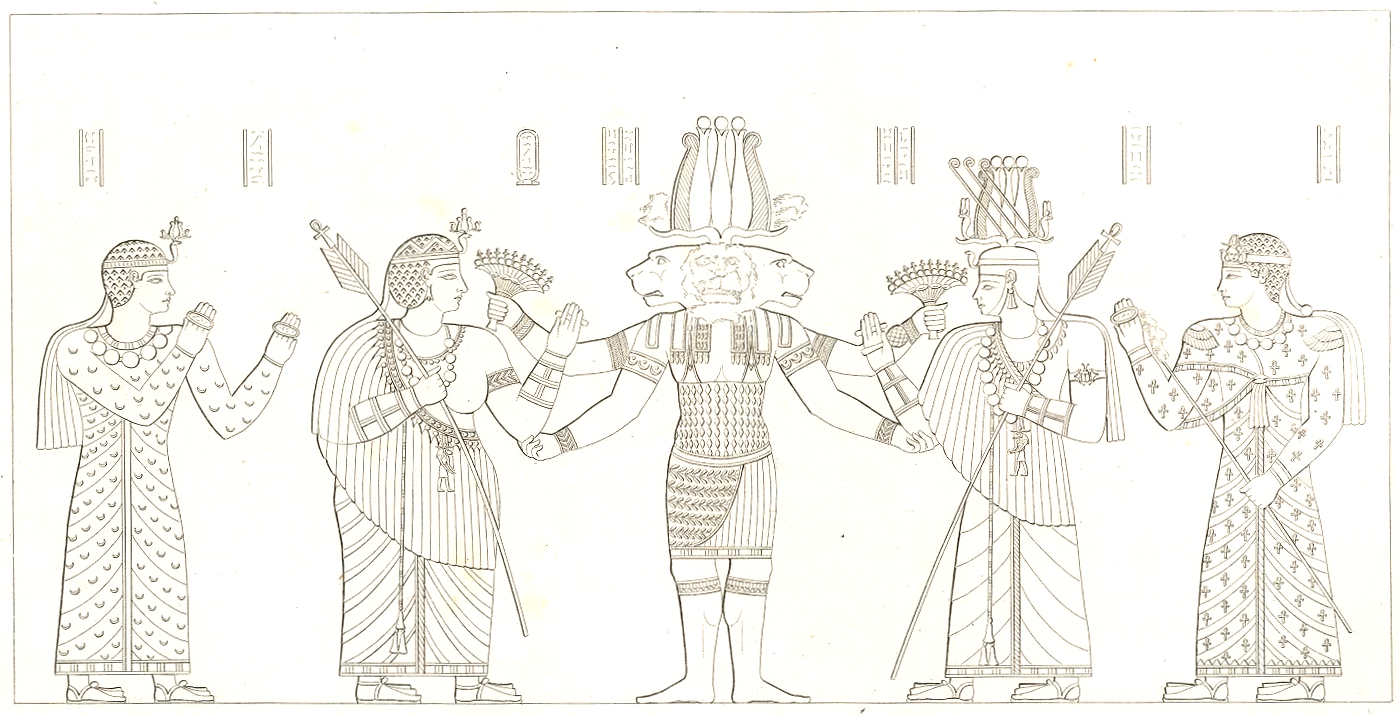
Copia dei rilievi di Naqa raffiguranti Amanitore (secondo da sx), Natakamani (secondo da dx) e due principi che si approcciano ad un Apedemak a tre teste.
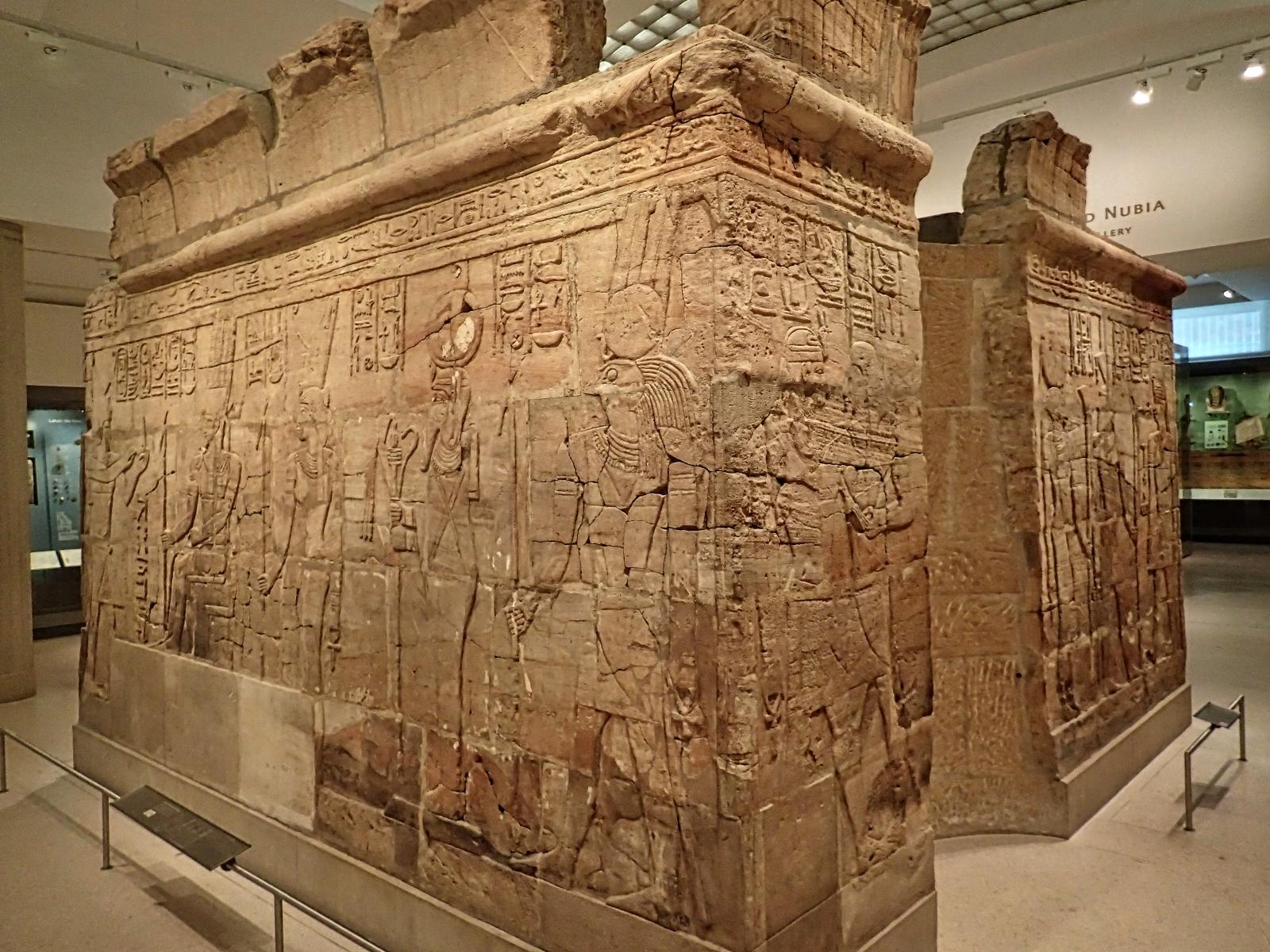
L'Altare di Taharqa - Ashmolean Museum
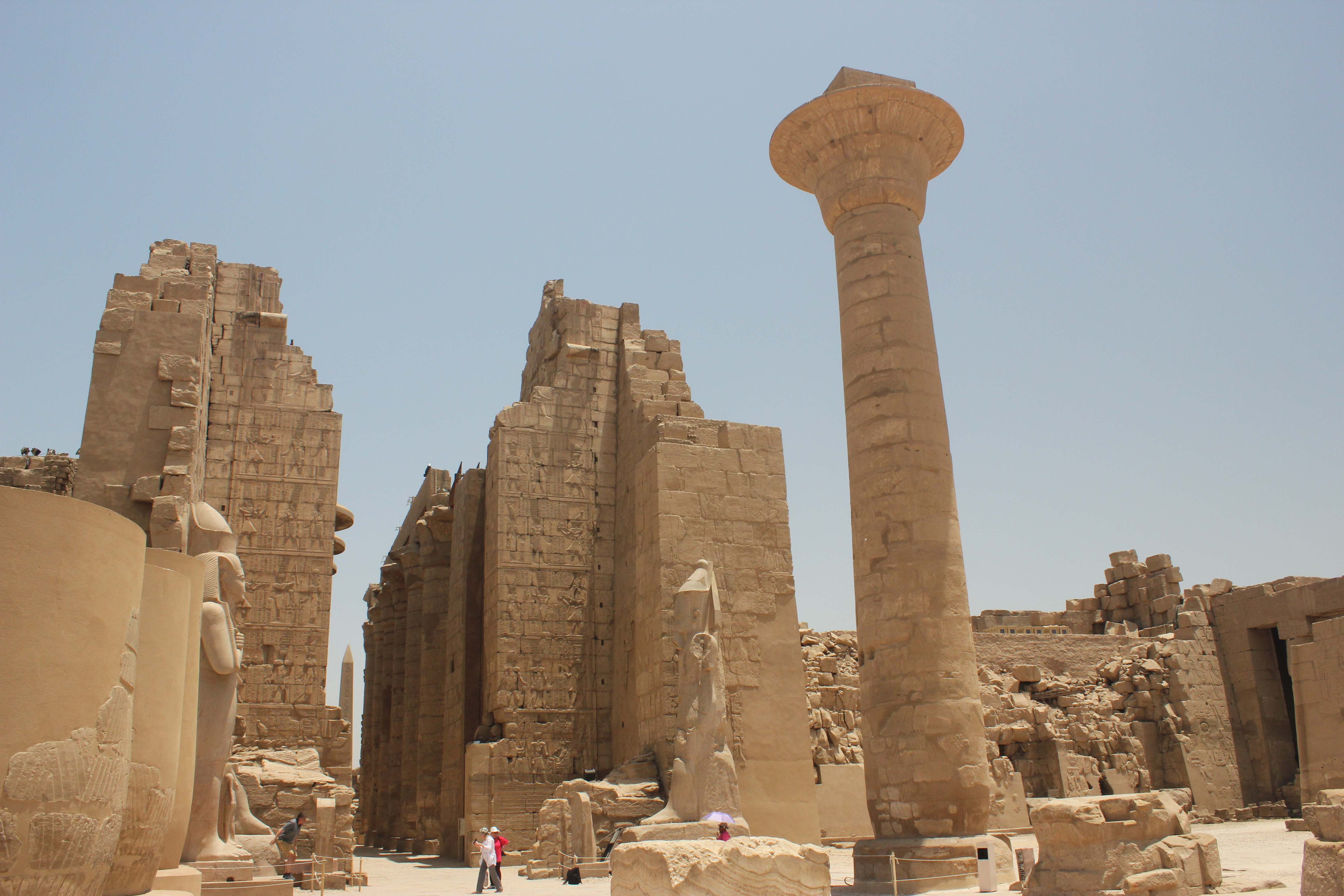
Il chiosco di Taharqa nel Tempio di Karnak
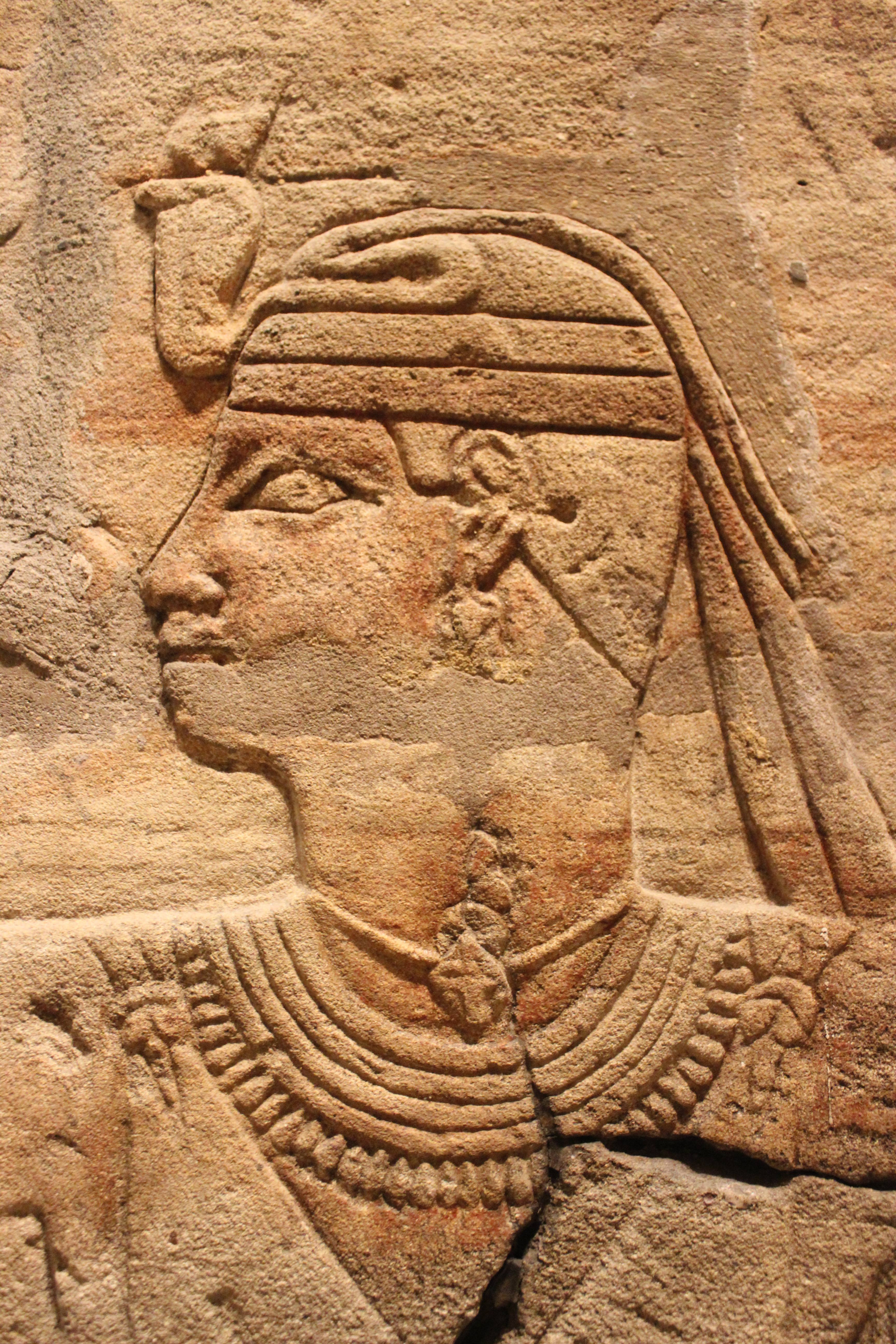
Ritratto di Taharqa - Ashmolean Museum